# 火曜プライム (朝日放送テレビ)
『火曜プライム』（かようプライム）は、2022年4月19日から同年9月20日まで朝日放送テレビ（ABCテレビ）とテレビ朝日の共同制作で毎週火曜夜に放送されたテレビ朝日系列の単発特別番組枠である。全11回。

## 概要
本番組は、前番組『芸能界常識チェック!〜トリニクって何の肉!?〜』（朝日放送テレビ制作）が同年3月にレギュラー放送を終了し、次番組が決定するまでの間に暫定的に設置された、事実上のつなぎ番組の位置付けであり、同年10月からは『テレビ朝日火曜9時枠の連続ドラマ』（テレビ朝日制作）となった。
なお、テレビ朝日系列で単発特番枠が設置されるのは『日曜プライム』終了以来約1年半ぶりで、火曜夜では『火曜スーパーワイド』終了以来約32年ぶりであった。
2022年9月をもって当番組は半年で終了。1991年10月から31年にわたって続いてきた朝日放送テレビ制作の火曜のバラエティ枠は全廃となり、ゴールデン・プライムタイム枠での朝日放送テレビ制作の番組は、不定期放送の単発特別番組を除けば日曜20時台の『ポツンと一軒家』のみになった。しかし、2023年4月から『朝日放送テレビ制作日曜10時枠の連続ドラマ』を新設するため、半年ぶりにゴールデン・プライムタイムの全国放送枠を2枠に戻した。

## 放送リスト
上記の様に朝日放送テレビとテレビ朝日の共同制作であるが、終了時点ではテレビ朝日発の番組が大半を占め、朝日放送テレビ発の番組は『相席食堂』『世界の村で発見!こんなところに日本人』『芸能人格付けチェック』の3本のみであった。
- 凡例
  - A：朝日放送テレビ
  - E：テレビ朝日

| 2022年（令和4年） | 2022年（令和4年） | 2022年（令和4年）                                                          | 2022年（令和4年） | 2022年（令和4年）                                                      | 2022年（令和4年） | 2022年（令和4年）                                                |
| 回                | 放送日            | タイトル/作品                                                              | 主な司会/出演者 | アナウンサー/ナレーター                                                | 制作              | 備考                                                             |
| ----------------- | ----------------- | -------------------------------------------------------------------------- | --- | ---------------------------------------------------------------------- | ----------------- | ---------------------------------------------------------------- |
| 1                 | 4月19日           | 相席食堂ゴールデン 一度は訪れたい美しい日本の田舎SP                        | 千鳥／EXILE ATSUSHI、立川志らく、綾小路翔（氣志團）、郷ひろみ |                                                                        | A                 |                                                                  |
| 2                 | 5月03日           | ロンドンハーツ 「女性芸能人スポーツテスト」ゴールデン2時間SP               | 田村淳（ロンドンブーツ1号2号）、有吉弘行／山崎弘也（アンタッチャブル）／青山めぐ、朝日奈央、あの、荒川（エルフ）、池田美優、稲村亜美、井上咲楽、岡部麟（AKB48）、熊田曜子、須田アンナ、鷲見玲奈、手島優、西村歩乃果（ラストアイドル）、福田麻貴（3時のヒロイン）、藤田ニコル、フワちゃん、ぼる塾、みりちゃむ、森咲智美                                                       |                                                                        | E                 |                                                                  |
| 3                 | 5月24日           | 世界の村で発見!こんなところに日本人2時間SP 南アフリカ野生動物の町に住む    | 千原ジュニア（千原兄弟）／千原せいじ（千原兄弟）／アンミカ、池田美優 |                                                                        | A                 |                                                                  |
| 4                 | 6月14日           | 有吉クイズSP 「有吉とメシ」                                                | 有吉弘行／出川哲朗、竹内涼真、錦鯉、せいや（霜降り明星）、みちょぱ（池田美優） |                                                                        | E                 |                                                                  |
| 5                 | 6月28日           | アメトーーク! 踊りたくない芸人+菓子パン芸人                                | 蛍原徹／大悟（千鳥）、後藤輝基（フットボールアワー）、三四郎・小宮、まなぶ（カミナリ）、すゑひろがりず三島、水川かたまり（空気階段）、かが屋・加賀、博多大吉、山下健二郎（三代目 J Soul Brothers）、伊原六花、千原ジュニア、藤本敏史（FUJIWARA）、かまいたち、よゐこ濱口、ブラックマヨネーズ小杉、蛙亭・中野、宮下草薙・草薙、ニシダ（ラランド）、ケンドーコバヤシ、指原莉乃 | 佐藤賢治（ナレーター）                                                 | E                 | 19:00からの拡大放送。 広島ホームテレビはプロ野球中継に差し替え。 |
| 6                 | 7月12日           | 芸能人格付けチェック アンタ達の対応力ってどーなのよスペシャル 浜田初参戦!  | 浜田雅功（ダウンタウン）／赤井英和、赤井佳子、四代目市川猿之助、梅沢富美男、高島礼子、高橋英樹、竹内涼真、HAN-KUN（湘南乃風）、久本雅美、福原愛、三宅健、山之内すず、龍玄とし（Toshi） | ヒロド歩美（朝日放送テレビアナウンサー）／木村匡也（ナレーター）       | A                 | 19:00からの拡大放送。                                            |
| 7                 | 7月19日           | アメトーーク! ダチョウ倶楽部を考えようSP                                   | 蛍原徹／ダチョウ倶楽部、土田晃之、有吉弘行、出川哲朗、カンニング竹山、デンジャラス安田、指原莉乃 | 佐藤賢治（ナレーター）                                                 | E                 |                                                                  |
| 8                 | 8月09日           | ニッポン視察団 この夏行くべき「東京・関東の建もの名所ベスト30」決定3時間SP | 爆笑問題、ウエンツ瑛士／綾小路きみまろ／伊集院光、矢田亜希子、須賀健太、桜井日奈子 |                                                                        | E                 | 19:00からの拡大放送。                                            |
| 9                 | 8月23日           | ロンドンハーツ M-1ファイナリストってどんな人?キャラ掘りドッキリSP          | 田村淳（ロンドンブーツ1号2号） |                                                                        | E                 |                                                                  |
| 10                | 9月06日           | アメトーーク×ロンハー×有吉クイズ×テレビ千鳥 4番組コラボSP                  | 蛍原徹、ロンドンブーツ1号2号、有吉弘行、千鳥 | 佐藤賢治（ナレーター）                                                 | E                 | 19:00からの拡大放送。                                            |
| 11                | 9月20日           | テレビ千鳥 2時間SP                                                         | 千鳥／東野幸治、長嶋一茂、薄幸（納言）、藤田ニコル、新井恵理那、かなで（3時のヒロイン）、矢部浩之（ナインティナイン）、又吉直樹（ピース）、尾形貴弘（パンサー）、田中卓志（アンガールズ）、ELLY（三代目 J SOUL BROTHERS）、ティモンディ | 角澤照治（テレビ朝日アナウンサー）、吉野真治（テレビ朝日アナウンサー） | E                 |                                                                  |

## 放送時間
- 2022年4月19日 - 9月20日 火曜 20:00 - 21:48（日本標準時、108分）
  - 正式な放送時間は21:00 - 21:54であるが、『家事ヤロウ!!!&林修のレッスン!今でしょ合体SP』[2]（19:00 - 21:48）との交互放送の状態となっていた。

## ネット局
| 放送対象地域  | 放送局           | 系列           | 備考   |
| ------------- | ---------------- | -------------- | ------ |
| 関東広域圏    | テレビ朝日       | テレビ朝日系列 | 制作局 |
| 北海道        | 北海道テレビ     | テレビ朝日系列 |        |
| 青森県        | 青森朝日放送     | テレビ朝日系列 |        |
| 岩手県        | 岩手朝日テレビ   | テレビ朝日系列 |        |
| 宮城県        | 東日本放送       | テレビ朝日系列 |        |
| 秋田県        | 秋田朝日放送     | テレビ朝日系列 |        |
| 山形県        | 山形テレビ       | テレビ朝日系列 |        |
| 福島県        | 福島放送         | テレビ朝日系列 |        |
| 新潟県        | 新潟テレビ21     | テレビ朝日系列 |        |
| 長野県        | 長野朝日放送     | テレビ朝日系列 |        |
| 静岡県        | 静岡朝日テレビ   | テレビ朝日系列 |        |
| 石川県        | 北陸朝日放送     | テレビ朝日系列 |        |
| 中京広域圏    | 名古屋テレビ     | テレビ朝日系列 |        |
| 近畿広域圏    | 朝日放送         | テレビ朝日系列 |        |
| 広島県        | 広島ホームテレビ | テレビ朝日系列 |        |
| 山口県        | 山口朝日放送     | テレビ朝日系列 |        |
| 香川県 岡山県 | 瀬戸内海放送     | テレビ朝日系列 |        |
| 愛媛県        | 愛媛朝日テレビ   | テレビ朝日系列 |        |
| 福岡県        | 九州朝日放送     | テレビ朝日系列 |        |
| 長崎県        | 長崎文化放送     | テレビ朝日系列 |        |
| 熊本県        | 熊本朝日放送     | テレビ朝日系列 |        |
| 大分県        | 大分朝日放送     | テレビ朝日系列 |        |
| 鹿児島県      | 鹿児島放送       | テレビ朝日系列 |        |
| 沖縄県        | 琉球朝日放送     | テレビ朝日系列 |        |

## 関連番組
- 土曜プライム - 2016年4月から1年間テレビ朝日系列で、土曜日夜にテレビ朝日制作と朝日放送テレビ制作の交互で放送されていた単発特番枠。
- サンデーデラックス - 2007年後期にテレビ朝日系列で、日曜日夜にテレビ朝日制作と朝日放送テレビ制作の交互で放送されていた単発特番枠。